# Moscow Mule (cançó de Bad Bunny)
«Moscow Mule» és una cançó del cantant i raper porto-riqueny Bad Bunny que forma part del seu quart àlbum en solitari Un Verano Sin Ti. El videoclip de la cançó es va estrenar el 6 de maig del 2022, el dia del llançament de l'àlbum de què forma part. El títol de la cançó fa referència al combinat del mateix nom.

## Èxit comercial
Moscow Mule" va entrar a la primera posició de la llista diària de les cançons més escoltades arreu del món de Spotify, amb 11,7 milions d'escoltes en el seu primer dia. També va entrar a la primera posició de la llista de nombrosos països com Espanya, Mèxic, Colòmbia o els Estats Units.
"Moscow Mule" va entrar directament a la quarta posició de la llista oficial dels Estats Units. Va convertir-se en la cançó en castellà amb una entrada més alta en aquesta llista. També va arribar a la primera posició de la llista oficial espanyola.